# Stamnos

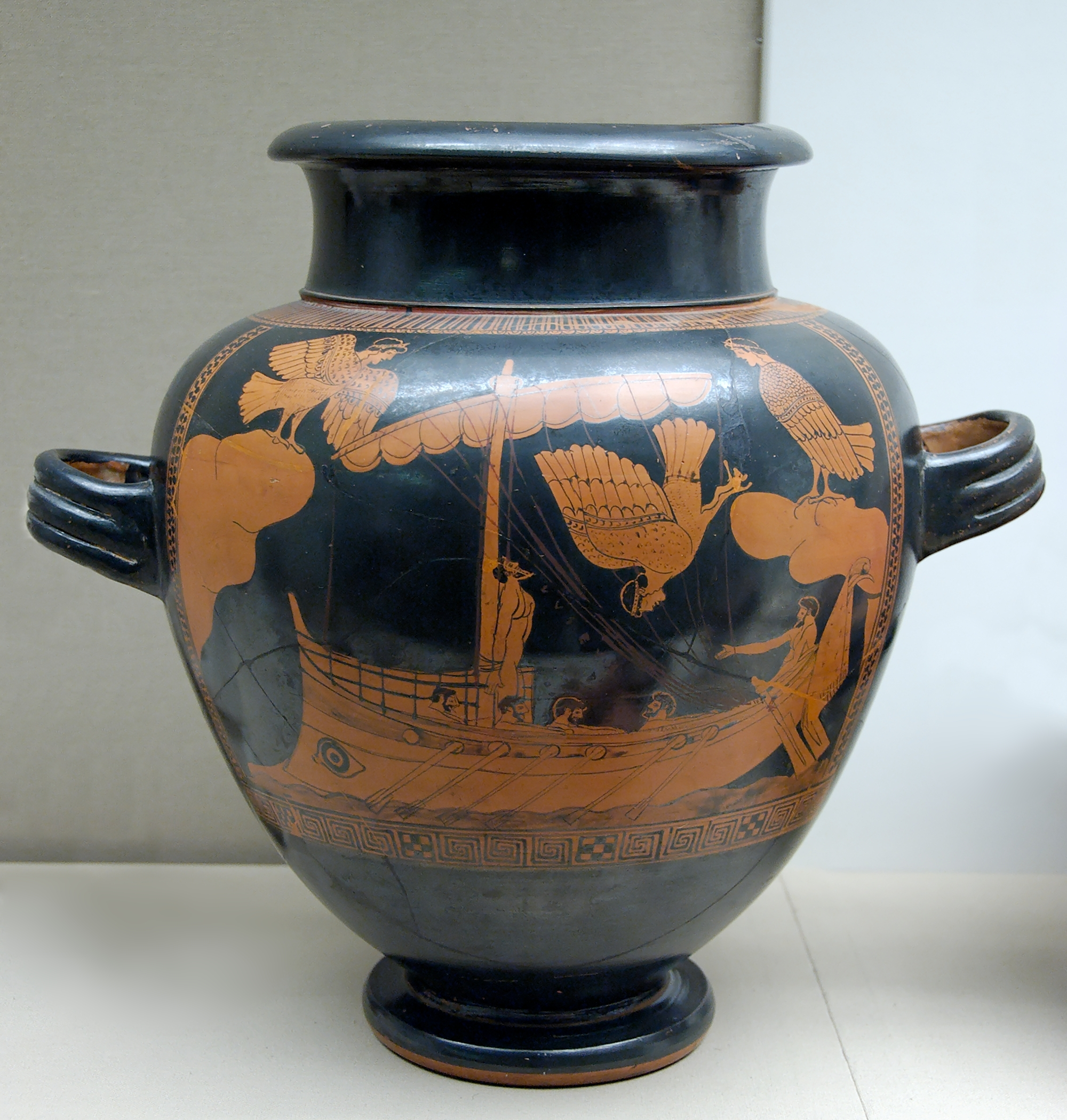
Uno stamnos al British Museum

Uno stamnos (al plurale stamnoi) è il termine greco che si riferisce a un contenitore di argilla per liquidi, usato in Grecia antica e prodotto dalla fine del VI secolo a.C. alla fine del V, mentre in Etruria fino al IV. Ha corpo globulare, spalla larga, piede e collo bassi, con una larga apertura e anse orizzontali all'altezza della spalla. Gli esemplari più recenti tendono a snellirsi e ad alzarsi. L'esistenza di esemplari dotati di coperchio indica che la forma poteva essere utilizzata per la conservazione dei liquidi, come l'anfora, mentre fonti letterarie e rappresentazioni vascolari ne mostrano l'utilizzo per la mescita del vino nei banchetti, similmente al modo in cui venivano impiegati i crateri. Le fonti letterarie inoltre indicano che il nome veniva impiegato nell'antichità non esclusivamente per questa forma particolare, ma più generalmente per grandi vasi contenitori, tipologia entro la quale rientravano anche le anfore.
Benché se ne conoscano alcuni esemplari decorati a figure nere, lo stamnos è una delle forme vascolari impiegate e adattate soprattutto per la decorazione a figure rosse, nel periodo in cui nasceva il nuovo stile e venivano elaborati e sperimentati nuovi rapporti tra forma e decorazione. Un esempio precoce e sperimentale è lo stamnos dipinto da Oltos (Londra, British Museum E437), mentre la decorazione diviene canonica e si stabilizza a partire dal Gruppo dei pionieri.